# Scott Arpajian
Scott Loewen Arpajian é um executivo norte-americano da área de tecnologia, empreendedor e autor, mais conhecido por ser o cofundador do website de download de software Download.com. Atualmente, ele é o CEO do website espanhol de download Softonic.

## Juventude e educação
Arpajian nasceu em Mount Kisco, Nova York, no ano de 1970, filho de Lee Arpajian e Stephanie Fay Arpajian, e cresceu em Westchester County, Nova York. Sua família se mudou para Chappaqua, Nova York, quando Arpajian tinha 4 anos de idade. Na adolescência, Arpajian deu os primeiros passos na área de tecnologia como usuário do CompuServe, Prodigy, Bulletin Board Systems e do IBM PC Jr.
Arpajian estudou na Horace Greeley High School e, posteriormente, na Boston University, em 1988. Ele se formou bacharel em comunicação no ano de 1992. Durante os anos na Boston University, Arpajian atuou como diretor criativo no AdLab da Boston University College of Communication, uma agência de publicidade completa administrada por estudantes em Boston, MA.

## Carreira
Em 1993, Arpajian conseguiu seu primeiro emprego como editor associado na ZDNet, um popular serviço online publicado pela Ziff Davis, onde permaneceu até 1996.

### CNET Networks e Download.com
Em abril de 1996, Arpajian entrou para a CNET Networks como produtor executivo de serviços de software. Em suas primeiras semanas no cargo, ele teve a ideia de pegar um dos domínios de propriedade da CNET, o Download.com, e utilizá-lo para lançar um site de download de software. O Download.com foi lançado em outubro de 1996 e alcançou grande popularidade. Ele ganhou o prêmio People’s Voice Webby Award de TI/hardware em 2005 e foi escolhido pelos juízes na mesma categoria em 2007.

### Rocket, Paper, Scissors e Dizzywood
Em 2006, Arpajian se tornou empreendedor e foi o cofundador da Rocket Paper Scissors em Tiburon, Califórnia, juntamente com Sean Kelly e Ken Marden. A Rocket Paper Scissors lançou seu primeiro projeto, o jogo de MMORPG Dizzywood, em novembro de 2007. O Dizzywood consistia em um mundo online para crianças onde elas podiam jogar jogos grátis, explorar ambientes únicos e criativos, e fazer novos amigos em um espaço seguro.
Popular entre crianças de 8 a 12 anos, a comunidade online do Dizzywood cresceu rapidamente, alcançando mais de 400.000 visitantes globais mensais, e recebeu cobertura de diversos veículos de imprensa, entre os quais o The New York Times. Ao longo de três anos, o mundo colaborativo do Dizzywood reuniu mais de 1,5 milhão de usuários.
Em 2010, o Dizzywood se consolidou quando a SecretBuilders, sediada em San Mateo, Califórnia, adquiriu seus ativos.
O mundo do jogo foi encerrado em 2010, mas o site, assim como a maior parte do seu conteúdo, permanece on-line.

### The Walt Disney Company
Em junho de 2012, Arpajian se tornou vice-presidente da área de estratégia e internacional da Disney Social Games, parte da Disney Interactive, onde liderou o desenvolvimento de negócios, as operações internacionais e a estratégia de franquias até julho de 2014.

### Softonic
Em fevereiro de 2015, o proeminente site de download de software Softonic anunciou a indicação de Arpajian ao cargo de CEO, tornando-o o primeiro executivo sênior norte-americano da empresa espanhola.
Imediatamente após entrar para a empresa, Arpajian tomou a decisão crucial de descontinuar o controverso produto Softonic Downloader, visando resgatar a confiança dos usuários. Posteriormente, Arpajian lançou o Clean and Safe, uma iniciativa para limpar o catálogo de software do site e garantir uma experiência segura aos usuários.
Sob a liderança de Arpajian, após um período de tensão econômica, a Softonic conseguiu recuperar sua lucratividade em apenas 7 meses. Esse fato permitiu que a Softonic começasse a reconsiderar sua expansão.

## Escrita
Arpajian é autor de três livros sobre tecnologia: How to Use HTML3; How to Use HTML 3.2 (com Robert Mullen) e How to Use the World Wide Web (com Wayne Ause).

## Prêmios e homenagens
Arpajian é frequentemente convidado como palestrante em conferências de tecnologia por toda a Europa e Estados Unidos.
Em 1997, ele recebeu o prêmio Best How-To Book (melhor livro de guia básico) da Computer Press Association.

## Vida pessoal
Arpajian é casado com a escritora Kirsten Arpajian desde 2002. Eles moram em Barcelona, Espanha, com seus dois filhos.